# Viñedo de Burdeos
El viñedo de Burdeos (en francés, Vignoble de Bordeaux) es una región vinícola de Francia que se extiende por el departamento de Gironda, en el oeste de Francia, en la región de Nueva Aquitania. Los vinos de Burdeos (vins de Bordeaux) se elaboran en unas 9000 bodegas usualmente llamadas châteaux por las casas solariegas que presiden las mayor parte de los viñedos, con las uvas de alrededor de 14 000 productores de vino, 117.514 hectáreas de viñedos, 400 comerciantes y un volumen de negocio de 14.500 millones de euros. Hay 57 denominaciones de origen controladas de vino de Burdeos.
Más de 700 millones de botellas de vino de burdeos se producen cada año, con una variedad de calidades, desde vinos de mesa corrientes, hasta algunos de los vinos más caros y prestigiosos del mundo. La mayor parte de los vinos de Burdeos son tintos, pero los vinos blancos dulces de podredumbre noble también han contribuido a la reputación de la región, y también se producen vino blanco seco, rosado y espumosos (Crémant de Bordeaux). 

## Clima y geografía
La región de Burdeos es la segunda región vinícola más grande de Francia, con 284.320 acres de vid. Solo la región vinícola de Languedoc con 617.750 acres de vid es más grande. Ubicada a medio camino entre el Polo Norte y el ecuador, hay más superficie de vid plantada en Burdeos que en la totalidad de Alemania y diez veces el total plantado en Nueva Zelanda.
La principal razón para el éxito de la viticultura en la región bordelesa es el excelente ecosistema para el crecimiento de la vid. La fundación geológica de la región es caliza, lo que lleva a un suelo rico en calcio. El estuario de la Gironda domina las regiones a lo largo con sus afluentes, los ríos Garona y Dordoña, y juntos irrigan la tierra y proporcionan un clima oceánico para la región.
Estos ríos definen las principales subdivisiones geográficas de la región:
- "La orilla derecha", situada en la orilla derecha del Dordoña, en las regiones septentrionales de la región, alrededor de la ciudad de Libourne.
- Entre-deux-Mers, expresión francesa que significa "entre dos mares", la región entre los ríos Dordoña y Garona, en el centro de la región.
- "La orilla izquierda", situada en la ribera izquierda del garona, en el oeste y el sur de la región, alrededor de la misma ciudad de Burdeos. La orilla izquierda se subdivide en:
  - Graves, el área aguas arriba de la ciudad de Burdeos.
  - Médoc, el área aguas abajo de la ciudad de Burdeos, situada en una península entre la Gironda y el Atlántico.

Siete son las regiones más destacadas: Médoc, Graves, Sauternes, Saint Emilion, Pomerol, Entre-deux-Mers y Fronsac. Junto a ellas, hay cuatro de menor importancia: Saint Macaire, Premières côtes de Bordeaux, Blayais y Burgeois.
En Burdeos el concepto de terroir tiene un papel trascendental en la producción, con las fincas destacadas luchando por hacer vinos marcados por el terroir que reflejan el lugar del que vienen, a menudo de uvas recogidas en un solo viñedo. El suelo de Burdeos está compuesto por grava, piedra arenisca, y arcilla. Los mejores viñedos de la región están ubicados en los suelos de grava bien drenados que se encuentran frecuentemente cerca del río Gironda. Un viejo adagio en Burdeos es que las mejores fincas pueden «ver el río» desde su viñedo y la mayor parte de tierra que enfoca la ribera del río están ocupadas por fincas clasificadas.

## Variedades viníferas

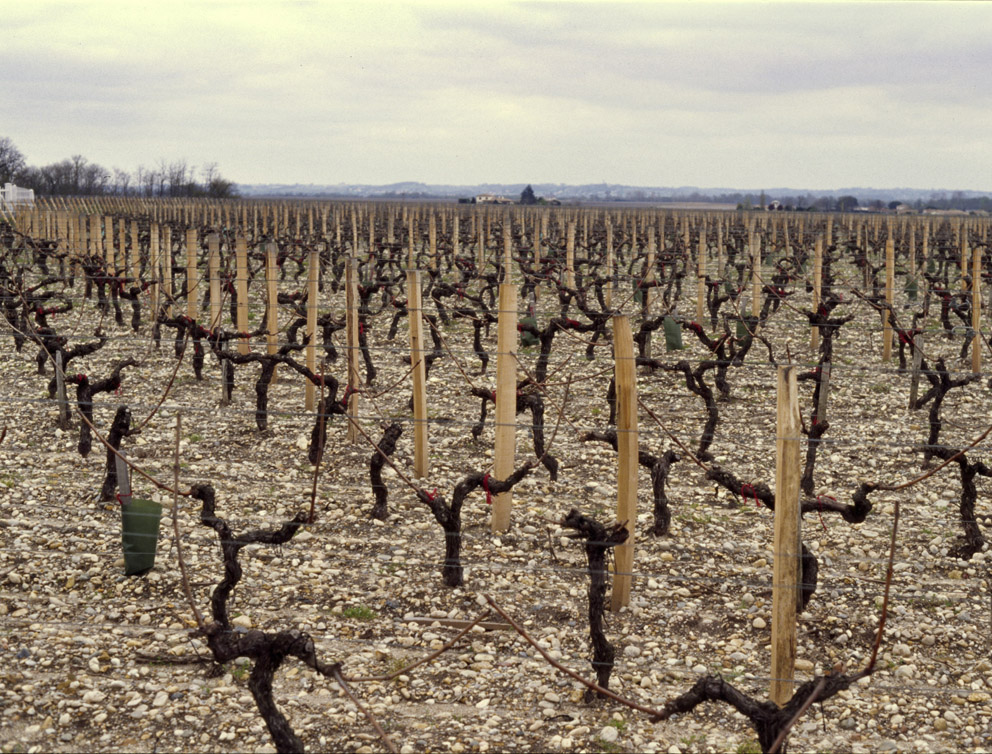
Viñedos de la AOC Moulis-en-Médoc en el Médoc, con vides Cabernet sauvignon, Merlot, Cabernet franc y Petit Verdot.

### Tintas
El Burdeos tinto se elabora generalmente a partir de una mezcla de uvas, como cabernet sauvignon, cabernet franc, merlot, petit verdot, malbec y carménère. Actualmente malbec se usa muy poco, y carmenere se usa en pequeñas cantidades. Un ejemplo de un famoso château que usa carmenere es Château Clerc Milon.
En una generalización muy amplia, cabernet sauvignon domina la mezcla en los vinos tintos producidos en el Médoc y en el resto de la orilla izquierda del estuario de la Gironda. Merlot y en menor medida cabernet franc tiende a predominar en Saint Emilion, Pomerol y las otras denominaciones de la orilla derecha.

### Blancas
El vino blanco de Burdeos se elabora predominantemente, y exclusivamente en el caso del Sauternes que es un vino dulce de podredumbre noble, a partir de sauvignon blanc, sémillon y muscadelle. Lo mismo que los tintos, los burdeos blancos son usualmente mezclas, más comúnmente de sémillon y una proporción menor de sauvignon blanc en los dulces e inversa en los secos. Otras variedades vitíferas autorizadas son ugni blanc, colombard, merlot blanc, ondenc y mauzac.
A finales de los años 1960, sémillon era la uva más plantada en Burdeos. Desde entonces ha ido en constante declive aunque aún es la más común de las uvas blancas de Burdeos. La popularidad de la sauvignon blanc por otro lado ha ido creciendo, superando a la ugni blanc como la segunda cepa blanca más plantada en la región más de la mitad del tamaño de aquella que la de la sémillon que rinde menos.
La producción de blancos ordinarios en la orilla derecha, que se podían vender para destilar en la vecina región productora del Cognac ha caído hoy en día en desuso.

## Estilos de vino
La región vinícola de Burdeos está dividida en subregiones, incluidas Saint Émilion, Pomerol, Médoc y Graves. Las 57 AOC de Burdeos y los estilos de vino que representan se categorizan normalmente en seis familias, cuatro tintos y dos blancos, basadas en las subregiones:
- Tinto de Burdeos y Burdeos Superieur. Son los tintos de Burdeos "básicos" que se permiten ser producidos por toda la región, y representan los burdeos más baratos. Se venden por comerciantes de vino bajo nombres de marca más que como clásicos vinos de "Châteaux". Estos vinos tienden a ser frutales, con una influencia bastante marginal de roble en comparación con el burdeos "clásico", y producido en un estilo que pretende ser bebido joven. En alrededor de la mitad de la superficie de la región, esta es la única apelación que puede usarse. Algunos productores en aquella ubicación producen sin embargo, Burdeos Superior (Bordeaux Superieur) vino algo más intenso que proviene de viñas con menor rendimiento autorizado y medio grado de alcohol por encima del Bordeaux genérico.

- Tinto Côtes de Bordeaux. Ocho apelaciones se ubican en las accidentadas afueras de la región, y producen vinos donde la mezcla usualmente está dominada por el merlot. Estos vinos tienden a ser intermedios entre el básico burdeos tinto y la más famosas apelaciones de las riberas izquierda y derecha tanto en estilo como en calidad. Sin embargo, puesto que ninguno de los nombres estelares de Burdeos se ubican en Côtes de Bordeaux, los precios tienden a ser moderados. No hay ninguna clasificación oficial en Côtes de Bordeaux.[9]

- Tinto Libourne, o "Vinos de la orilla derecha. Alrededor de la ciudad de Libourne, 10 apelaciones producen vinos dominados por la variedad Merlot con mezcla de Cabernet Franc y muy ocasionalmente de Cabernet Sauvignon(Château Figeac), siendo los dos más famosos Saint Emilion y Pomerol. Estos vinos a menudo tienen una gran concentración frutal, taninos más suaves y que perduran más tiempo. Saint-Emilion tiene una clasificación oficial.[10]

- Tinto Graves y Médoc o vinos de la "orilla izquierda". Al norte y al sur de Burdeos se encuentran las zonas más clásicas del vino bordelés, y produce vinos dominados por la variedad Cabernet Sauvignon, pero a menudo con una porción significativa de Merlot y mucho menor de Cabernet Franc y Petit Verdot. Estos vinos son concentrados, tánicos, de larga vida y la mayor parte de ellos se elaboran para ser conservados en botella antes de beberse. Los cinco "primeros" se sitúan aquí. Hay clasificaciones oficiales tanto para Médoc como para Graves y pessac-léognan.[11]

- Vinos blancos secos. Vinos blancos secos se hacen por toda la región, de una mezcla de Sauvignon Blanc y Semillon, siendo los de Graves los más conocidos y la única subregión con una clasificación para vinos blancos secos. Las mejores versiones tienden a tener una significativa influencia de roble.[12]

- Vinos blancos dulces. En varias ubicaciones y apelaciones por toda la región, el vino blanco seco se hace con uvas Semillon, Savignon Blanc y Muscadelle afectadas por la podredumbre noble. Las más conocidas de estas apelaciones es Sauternes o Sauternes-Barsac, que también tiene una clasificación oficial datada en 1855, y donde se producen algunos de los más famosos vinos dulces. Hay también apelaciones cercanas a Sauternes, en ambas riberas del río Garona, donde se hacen vinos similares.[13]

La gran mayoría del vino de Burdeos es tinto, sobrepasando a la producción de vino blanco en proporción de seis a uno.
Las bodegas de todo el mundo aspiran a hacer vinos de estilo bordelés. En 1988, un grupo de vinateros estadounidenses formaron la Asociación Meritage para identificar vinos realizados de esta manera. Aunque la mayor parte de los vinos Meritage vienen de California, hay miembros de la Asociación Meritage en 18 estados y otros cinco países, incluyendo Argentina, Australia, Canadá, Israel, y México.

## Clasificación del vino
Hay cinco clasificaciones diferentes de Burdeos, cubriendo diferentes partes de la región:
- La Clasificación Oficial de Vino de Burdeos de 1855, cubriendo (con una excepción) vinos tintos del Médoc, y vinos dulces de Sauternes-Barsac.
- La Clasificación Oficial de 1955 de St.-Émilion, que se actualiza aproximadamente cada década, siendo la última de 2012.
- La Clasificación Oficial de 1959 de Graves, inicialmente clasificada en 1953 y revisado en 1959. Posteriormente de esta clasificación se segregaron los vinos de pessac-léognan que agrupan hoy en día a lo que fue la élite de Graves.
- La Clasificación Cru Bourgeois, que comenzó como una clasificación no oficial, pero llegó a conseguir un estatus oficial y fue actualizado por última vez en 2003. Sin embargo, después de varios giros legales, la clasificación fue anulada en 2007.[17] En 2007, hay planes para revivirlo como una clasificación extraoficial.[18]
- La Clasificación Oficial de 2006 de los Crus Artisans du Médoc Archivado el 4 de octubre de 2011 en Wayback Machine. creada oficialmente en 2006 después de más de 130 años de historia y que incluye 44 productores de las regiones de Médoc y Haut Médoc.

El sistema de clasificación de 1855 fue elaborada a petición del Emperador Napoleón III para la Exposición Universal de París. Esta pasó a conocerse como la Clasificación Oficial del Vino de Burdeos de 1855, que clasificaba los vinos en cinco categorías según el precio. Esta clasificación solo ha sido modificada en 1973 para promover de segundo a primer Cru al Château Mouton-Rothschild y ratificó al Château Haut-Brion dentro de la jerarquía del Medoc.

Los cinco vinos tintos primeros "crus" (cuatro de Médoc y uno, Chateau Haut-Brion, de Graves), instituidos por la Clasificación oficial de vinos de Burdeos de 1855 están entre los más buscados y caros del mundo:
- Château Lafite Rothschild, en la apelación Pauillac
- Château Margaux, en la apelación Margaux
- Château Latour, en la apelación Pauillac
- Château Haut-Brion, en la apelación pessac-léognan
- Château Mouton Rothschild, en la apelación Pauillac, solo desde 1973

Al mismo tiempo, los vinos blancos dulces de Sauternes y Barsac se clasifican en tres categorías, estando solo como premier cru "superieur" el Château d'Yquem.
En 1955, St. Émilion AOC fue clasificada en tres categorías, siendo la más alta Premier Grand Cru Classé A con cuatro miembros:
- Château Ausone
- Château Cheval Blanc
- Château Pavie
- Château Angélus

No hay ninguna clasificación oficial aplicada al Pomerol. Sin embargo, algunos vinos de Pomerol, destacadamente Château Pétrus y Château Le Pin, a menudo son considerados equivalentes a los primeros "crus" de la clasificación de 1855, y a menudo se venden a un precio incluso más alto.
Igualmente, hay en la región vinos con denominación de origen reconocida por el INAO.
| - Barsac - Blaye, blanc y rouge - Bordeaux - Bordeaux Clairet - Bordeaux Côtes de Francs - Bordeaux rosé - Bordeaux sec - Bordeaux supérieur - Cadillac - Canon-Fronsac - Cerons - Côtes de Blaye - Côtes de Bourg - Côtes de Castillon - Crémant de Bordeaux | - Entre-Deux-Mers - Fronsac - Graves - Graves de Vayres - Graves Supérieurs - Bordeaux Haut-Benauge - Haut-Médoc - Lalande de Pomerol - Listrac-Médoc - Loupiac - Lussac-Saint-Émilion - Margaux - Médoc - Montagne Saint-Émilion - Moulis-en-Médoc | - Pauillac - Pessac-léognan - Pomerol - Premières Côtes de Blaye, blanc y rouge - Premières Côtes de Bordeaux - Puisseguin Saint-Émilion - Saint-Émilion - Saint-Émilion Grand Cru - Saint-Estèphe - Saint-Georges Saint-Émilion - Saint-Julien - Sainte-Croix-du-Mont - Sainte-Foy-Bordeaux - Sauternes |

## Historia

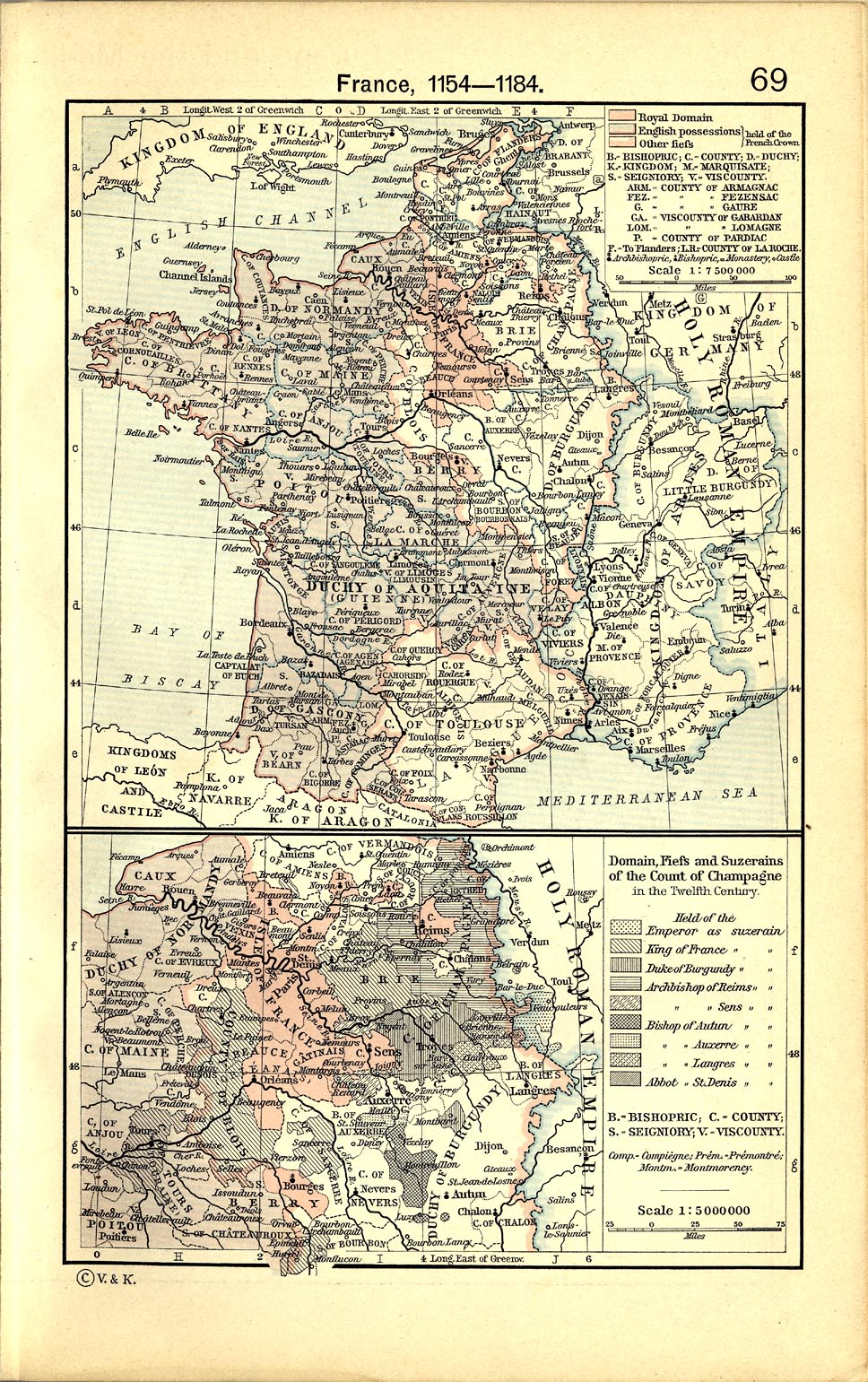
Mapa de las provincias francesas (incluyendo Burdeos) asimiladas por la unión Plantagenet-Aquitania.

La historia de la producción de vino parece haber comenzado algún tiempo después del año 48, durante la ocupación de Saint Emilion, cuando los romanos establecieron viñedos para cultivar vino para los soldados. Sin embargo, es solo en 71 cuando Plinio documentó la primera evidencia real de viñedos en Burdeos. Los primeros viñedos extendivos de Francia se establecieron por Roma alrededor del año 122 a. C. en lo que hoy es Languedoc, la mejor parte de dos siglos antes.
Aunque popular en el ámbito doméstico, el vino francés rara vez se exportaba, y las regiones cubiertas por viñas y el volumen de vino producido era bajo. En el siglo XII sin embargo, la popularidad de los vinos de Burdeos se incrementó dramáticamente con el matrimonio entre Enrique Plantagenet y Leonor de Aquitania. El matrimonio hizo que la provincia de Aquitania pasara a ser territorio inglés, y por lo tanto, la mayoría de Burdeos fue entonces exportada. Esto pone de manifiesto la ubicuidad del claret en Inglaterra.
Conforme se incrementaba la popularidad del vino de Burdeos, las viñas se expandieron para acomodar las demandas del extranjero. Siendo el beneficiario de los impuestos de la tierra, Enrique II estaba a favor de esta industria, y para incrementarla más, abolió las tasas de exportación a Inglaterra de la región aquitana. En los siglos XIII y XIV, un código de prácticas comerciales llamadas las police des vins emergió para dar al vino de Burdeos un comercio distintivo sobre las regiones vecinas.
La exportación de Burdeos fue efectivamente parada con el estallido de la Guerra de los Cien Años entre Francia e Inglaterra en 1337. Al final del conflicto en 1453 Francia tomó posesión de nuevo de la provincia, asumiendo entonces el control de la producción de vino en la región.
En 1725, la expansión de viñedos por Burdeos fue tan vasta que se dividió en áreas específicas para que el consumidor pudiera saber exactamente de dónde era cada vino. La colección de distritos fue conocida como el Vignoble de Bordeaux, y las botellas se etiquetaron tanto con la región como con el área de la que ellos se originaron.
De 1875-1892 casi todos los viñedos de Burdeos quedaron arruinados por la plaga de filoxera. La industria de vino de la región fue rescatada mediante el injerto de las viñas nativas con portainjertos estadounidenses resistentes a la plaga. Todos los vinos de Burdeos que sobreviven hasta ahora son un producto de esta acción. No significa que todos los vinos de Burdeos contemporáneos sean en verdad vinos americanos, pues los portainjertos no afectan a la producción de uvas.
Debido a la naturaleza lucrativa de este negocio, otras regiones de Francia comenzaron a cultivas sus propios vinos y a etiquetarlos como productos de Burdeos. Al declinar los beneficios para la región de Aquitania, los productores de vino demandaron que el gobierno impusiera una ley declarando que solo el producto de Burdeos podía etiquetarse con ese nombre. El INAO o Institut National des Appellations d'Origine fue creado con este propósito.
En 1936, el gobierno respondió a las peticiones de los productores de vino y afirmó que todas las regiones de Francia tenían que nombrar sus vinos por el lugar en el que se habían producido. Etiquetados con el sello aprobado de la AOC, los productos evidenciaban así que provenían de la región así indicada. Esta ley más tarde se extendió a otros productos como los destilados, el queso, aves de corral y hortalizas.
Los problemas económicos de los años 1970, con el despertar de la crisis del petróleo de 1973 marcaron un periodo difícil para Burdeos. Los años 1980 fueron un periodo de recuperación, y una nueva era en dos aspectos. Primero, los críticos de vino (bastante más de solo clasificaciones oficiales) comenzaron a tener influencia en la demanda y los precios. La reseña del crítico de vino estadounidense Robert M. Parker, Jr. de la cosecha de Burdeos de 1982 se ha considerado generalmente que fue el detonante de esta tendencia, y Parker ha permanecido como el crítico de Burdeos más influyente desde entonces. Segundo, el estilo preferido del tinto de Burdeos de alta calidad ha cambiado gradualmente: los vinos están más concentrados en flavor, tienen una influencia más pesada de roble nuevo, son más accesibles cuando son jóvenes, y son ligeramente más altos en alcohol. Se ha alegado que este es el estilo de vino que prefiere Parker y que da puntos altos a (y ellos son a veces llamado "parkerizados"), mientras que el asesor de vinicultura basado en Pomerol Michel Rolland escribe la receta de cómo hacer estos vinos.
Burdeos solía tener una producción significativa de vinos blancos, con Entre-deux-Mers como una destacada zona de vino primariamente blanco. A diferencia del estilo de blanco seco que Burdeos favorece hoy, con casi 100% sauvignon blanc y una gran influencia de roble nuevo, los blancos tradicionales Entre-deux-Mers tenía una proporción más alta de sémillon y se hicieron bien en barriles de roble viejo o en tanques de acero. Comenzando en los años sesenta y setenta, estas viñas fueron convertidas en producción de tinto (de Bordeaux AOC y Bordeaux supérieur), y la producción de vino blanco ha decrecido desde entonces. Actualmente la producción de vino blanco ha descendido a cerca de una décima parte de la producción total de Burdeos.
En 2023, el descenso de consumo en Francia y la caída de las exportaciones, principalmente a China, pusieron en jaque al sector vitivinícola francés, obligando a Burdeos a arrancar un 10% de sus viñedos para combatir la crisis de sobreproducción.

## Aspectos comerciales
Muchos de los vinos cumbre de Burdeos se venden primordialmente como contrato de futuros, llamado venta en primeur. Debido a la combinación de longevidad, producción bastante amplia, y una reputación establecida, los vinos de Burdeos tienden a ser los vinos más comunes en las subastas de vino.

## Etiqueta de vino
Las etiquetas de vino de Burdeos incluyen generalmente:
1. El nombre de la finca (Por ejemplo: Château Haut-Batailley)
2. La clasificación de la finca (P.e.: Grand Cru Classé en 1855) Esto puede referirse a la clasificación de Burdeos de 1855 de uno de los Cru Bourgeois.
3. La denominación de origen (P.e.: Pauillac) Las leyes AOC dictan que todas las uvas deben cosecharse de una particular [denominación de origen] para que esa denominación de origen aparezca sobre la etiqueta. La denominación de origen es un indicador clave del tipo de vino de la botella. Los vinos de Pauillac son siempre tintos, y usualmente Cabernet Sauvignon es la uva predominante.
4. Si el vino ha sido o no embotellado en el chateau (P.e.: Mis en Bouteille au Chateau) o ensamblado por un négociant.
5. La cosecha (P.e.: 2000)
6. Contenido en alcohol (P.e.: 13% vol)